# She Makes Me Wanna
„She Makes Me Wanna” este un cântec al formației britanice JLS. Piesa reprezintă o colaborare cu interpreta americană Dev și este inclusă pe cel de-al treilea album de studio al grupului muzical, Jukebox. Înregistrarea a avut premiera la posturile de radio din Regatul Unit pe data de 25 mai 2011, fiind comercializată începând cu data de 24 iulie 2011.
Compoziția s-a bucurat de o amplă campanie de promovare pe teritoriul Irlandei și Regatului Unit, care s-a materializat printr-o serie de interpretări live, dar și prin filmarea unui videoclip adiacent. Scurtmetrajul, regizat de Colin Tilley, a avut premiera pe data de 8 iulie 2011, fiind filmat Miami, Florida, Statele Unite ale Americii în prima jumătate a aceluiași an. Cântecul a fost interpretat în emisiuni precum Daybreak, Lee Mack's All Star Cast, Red or Black? sau This Morning. Percepția asupra compoziției a fost una majoritar pozitivă, fiind notate o serie de asemănări între „She Makes Me Wanna” și înregistrări precum „On the Floor” (Jennifer Lopez) sau „Till the World Ends” (Britney Spears). Piesa a mai fost aclamată și pentru potențialul său de a se bucura de succes comercial, în timp ce includerea lui Dev a fost remarcată și felicitată de critici.
Cântecul s-a bucurat de succes comercial, ocupând locul secund în Irlanda și prima poziție într-o serie de ierarhii britanice, printre care și cea oficială — UK Singles Chart. „She Makes Me Wanna” s-a vândut în peste 98.000 de exemplare pe teritoriul Regatului Unit în prima săptămână de disponibilitate, devenind cel de-al cincilea single JLS ce câștigă această clasare. Vânzările inițiale au ajutat compoziția să ocupe prima poziție și în ierarhiile digitale de la nivel european, dar și treapta cu numărul douăzeci și doi la nivel global.

## Informații generale

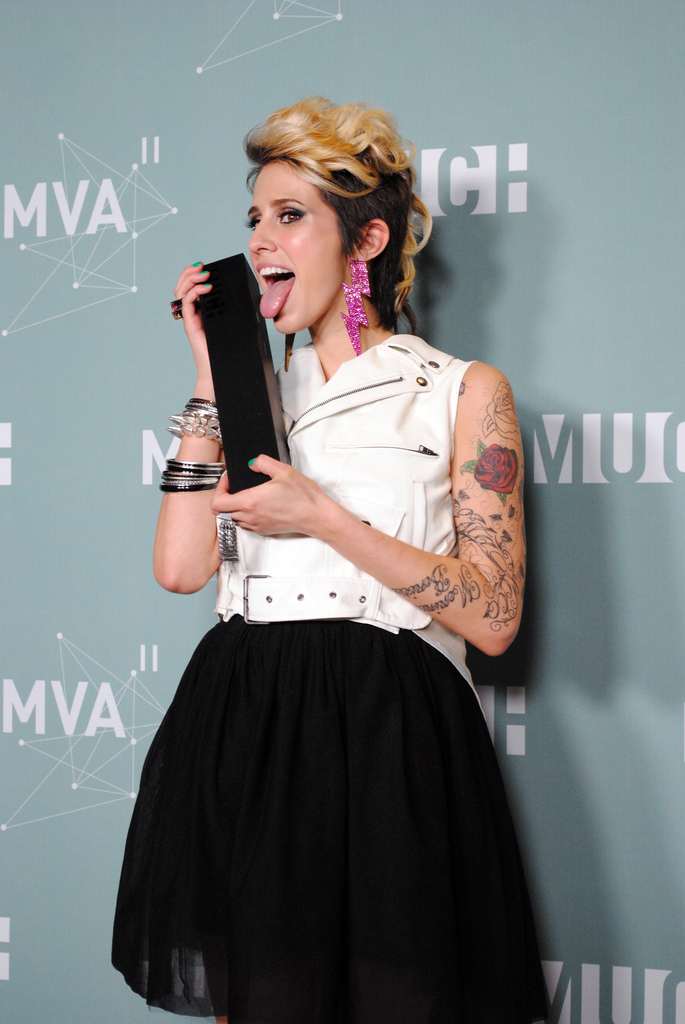
Dev a fost contactată în vederea unei colaborări cu JLS, aceștia descriind-o pe solistă drept „un mare talent”.

După promovarea discului single „Eyes Wide Shut” (în colaborare cu Tinie Tempah), formația a început să imprime înregistrări pentru cel de-al treilea album de studio. Lansarea primului extras pe single al viitorului material discografic a fost anunțată pe data de 20 mai 2011 prin intermediul website-ului oficial al grupului. Cântecul, intitulat „She Makes Me Wanna”, reprezintă o colaborare cu interpreta americană Dev. Primele informații au apărut la scurt timp, printre acestea numărându-se și cele conform cărora piesa a fost produsă de RedOne și ea reprezintă rezultatul unei sesiuni ce a costat 30.000 de lire sterline, aceasta fiind câștigată în timpul unei gale caritabile organizate de Alicia Keys. Cântecul a avut premiera pe data de 25 mai 2011 la posturile de radio din Regatul Unit, versurile compoziției fiind publicate cu o zi înainte. Unul dintre artiștii componenți ai formației, Aston Merrygold a declarat despre piesă faptul că „nu este un sound RedOne, este sound-ul nostru adus la un alt nivel. El este incredibil și poate face orice”. Mai mult, colegul său, Marvin Humes a afirmat următoarele: „Noi sperăm că acest cântec ne va face cunoscuți la nivel internațional. Pentru noi, acest cântec are multă energie și este unul dintre primele pe care le-al scris pentru al treilea album”.
„She Makes Me Wanna” a fost adesea comparat cu șlagărul lui Jennifer Lopez și Pitbull „On the Floor” (2011), în special datorită unor versuri ce se regăsesc în ambele compoziții, printre care și „from L.A. to Africa” (ro: „din L.A. în Africa”). Referitor la aceste asemănări, Merrygold a declarat că „este destul de amuzant, esențialmente, noi înșine am venit cu ideea, deoarece niciodată nu se folosește Africa în cântece, așa că noi am făcut-o, iar apoi RedOne ne-a spus — «ei bine, am folosit deja versul acesta!»”. Formația s-a declarat mulțumită de colaborarea cu Dev, Humes descriind-o pe artistă drept „un mare talent”, dezvăluind următoarele: „voiam o interpretă de muzică rap și Dev a fost sugerată. [...] Are mult succes în State, tocmai ce a realizat un cântec cu Kanye West și evident «Like a G6» a fost un mare șlagăr anul trecut”. Opinia grupului a fost împărtășită și de solistă, ea afirmând că „sunt niște drăguți. Au fost foarte primitori și nu au fost momente ciudate. [...] M-am simțit privilegiată să fac parte din acest cântec — ei sunt artiști harnici, așa că a fost minunat”. Piesa a fost lansat pe data de 24 iulie 2011 în Regatul Unit și cu câteva zile în avans în Irlanda. Discul single include pe fața B o înregistrare adițională, o versiune karaoke a șlagărului, în timp ce versiunea în format digital include o compoziție intitulată „Nobody Knows”.

## Recenzii
Editorii website-ului Music News a fost de părere că „She Makes Me Wanna” reprezintă rezultatul dintre JLS și „forța muzicală din spatele unor nume mari precum Lady GaGa, Nicole Scherzinger și Jennifer Lopez, super-producătorul RedOne”, acesta fiind catalogat drept „un șlagăr sigur”, concluzionând cu faptul că piesa este „doar o idee asupra albumului ce va urma”. Într-un articol ce a succedat premiera compoziției, Robert Corpsey (editor al Digital Spy) a fost de părere că înregistrarea „reia totul de unde «Eyes Wide Shut» s-a încheiat”, asemănând versurile cu cele folosite în compoziții ce s-au bucurat de succes în 2011, precum „On the Floor” (de Jennifer Lopez și Pitbull) sau „Till the World Ends” (Britney Spears). Mai mult, Corpsey a apreciat într-un mod favorabil si interpretarea lui Dev. În mod similar, colegul său de publicație Lewis Corner, a acordat cântecului patru puncte dintr-un total de cinci în cadrul unei recenzii în care a fost de părere că „printr-o secțiune «L.A to Afreeka» semnată J.Lo și [...] interpretarea lui Dev, băieții nu ar trebui să aibă nicio problemă în a-și duce la împlinire o tradiție anuală a lor, un cântec de vară clasat pe locul întâi”. Bill Lamb, recenzor al website-ului About.com a catalogat combinația „JLS + RedOne + Dev” drept un „șlagăr” și un succes „aproape garantat în Regatul Unit”. De asemenea, Lucid Online a catalogat compoziția drept „un viitor succes”, felicitând și producția lui RedOne, în timp ce revista Hit the Floor a descris înregistrarea drept „un cântec foarte bun”.

## Promovare
„She Makes Me Wanna” a fost adăugată pe lista celor mai redate cântece de către cel mai important post de radio din Regatul Unit, BBC Radio 1, dar și între compozițiile difuzate de Capital FM sau Heart FM. Mai mult, prima interpretare live urma să se materializeze în timpul festivalului T4 on the Beach pe data de 10 iulie 2011, însă datorită unor probleme tehnice formația a fost nevoită să anuleze concertul. În acest sens, prima reprezentație live s-a desfășurat pe data de 11 iulie 2011 pe scena de pe KC Stadium din orașul Kingston upon Hull, Anglia, unde au fost prezentate și șlagăre precum „Everybody in Love” sau „One Shot”. O altă apariție a grupului în scop promoțional a fost consemnată în emisiune Lee Mack's All Star Cast de pe data de 23 iulie 2011, unde alături de o interpretare a compoziției „She Makes Me Wanna”, formația a acordat și un interviu. Apariția a fost succedată de promovarea cântecului la programul matinal This Morning, unde interpretarea piesei a fost însoțită de un nou interviu ce a vizat incidentul de la T4 on the Beach, tehnologia Auto tune, dar și concursul The X Factor. De asemenea, alte interpretări s-au desfășurat în cadrul unor programe precum Daybreak sau OK! TV. „She Makes Me Wanna” a fost interpretată și în timpul celui de-al șaselea episod al concursului Red or Black?, pe data de 7 septembrie 2011.

## Ordinea pieselor pe disc
| \| Nr. \| Titlul \| Durată \| \| ---------------------------------------------------------------- \| ------------------------ \| ------ \| \| Descărcare digitală distribuită în Regatul Unit[57] \| \| \| \| 1. \| „She Makes Me Wanna” [A] \| 3:39 \| \| Descărcare digitală distribuit în Irlanda și Regatul Unit[9][58] \| \| \| \| 1. \| „She Makes Me Wanna” [A] \| 3:39 \| \| 2. \| „Nobody Knows” [B] \| 3:21 \| \| Disc single distribuit în Regatul Unit[2] \| \| \| \| 1. \| „She Makes Me Wanna” [A] \| 3:39 \| \| 2. \| „She Makes Me Wanna” [C] \| 3:40 \| | Specificații - A ^ Versiunea extrasă pe single, în colaborare cu Dev. - B ^ Cântec inclus pe fața B. - C ^ Versiunea Karaoke. |        |
| Nr. | Titlul | Durată |
| Descărcare digitală distribuită în Regatul Unit | |        |
| 1. | „She Makes Me Wanna” [A] | 3:39   |
| Descărcare digitală distribuit în Irlanda și Regatul Unit | |        |
| 1. | „She Makes Me Wanna” [A] | 3:39   |
| 2. | „Nobody Knows” [B] | 3:21   |
| Disc single distribuit în Regatul Unit | |        |
| 1. | „She Makes Me Wanna” [A] | 3:39   |
| 2. | „She Makes Me Wanna” [C] | 3:40   |

## Videoclip
Videoclipul a fost filmat în Miami, Florida, Statele Unite ale Americii în prima jumătate a anului 2011, fiind regizat de Colin Tilley, prima difuzare fiind anunțată încă din 22 iunie. La începutul lunii iulie a aceluiași an, au fost lansate primele fotografii de pe platourile de la filmare, pentru ca premiera scurtmetrajului să se materializeze pe data de 8 iulie 2011, prin intermediul contului oficial de Vevo, găzduit de YouTube, al formației. Videoclipul a fost disponibil începând cu această dată doar în Regatul Unit, în restul lumii fiind restricționat și oferit spre vizionare la o zi distanță. Mai mult, înainte de premiera au fost lansate, pe rând, patru materiale promoționale ce anunțau videoclipul. Pentru a crește interesul pentru scurtmetraj, a fost realizat și un concurs prin intermediul website-ului oficial al grupului muzical, câștigătorii fiind anunțați înainte de premieră. Mai mult, pe 10 iunie a fost lansat și un videoclip ce prezintă doar versurile compoziției, prin intermediul contului oficial de YouTube al formației. Materialul a fost filmat pe o plajă din Miami, el debutând prin prezentarea unui moment coregrafic ce îi are în centrul atenției pe cei patru artiști componenți ai JLS, fiind „înconjurați de o armată de admiratoare în costume de baie”. Restul videoclipului se derulează ca o „petrecere pe plajă”, cu „fete ce se luptă cu pistoale cu apă și cochetează cu modele masculine”. Alături de JLS, în videoclip apare și Dev, ea interpretându-și partea sa de cântec pe plajă în apropierea unei mașini. În timpul unui interviu, unul dintre artiștii componenți ai formației, Marvin Humes, a catalogat videoclipul drept „fierbinte”. De asemenea, conform unui martor citat de publicația britanică Daily Mail, filmarea a fost pe punctul de a fi întreruptă datorită numărului mare de fani ai grupului ce au încercat să ajungă la aceștia.
Percepția asupra videoclipului a fost una favorabilă, 4 Music apreciindu-l drept „fierbinte”, fiind de părere că formația „știe ce-și doresc fanii și întotdeauna le oferă [asta]”. Pip Ellwood de la Entertainment Focus a considerat că interpreții arată „estival și relaxați”. Ediția online a postului de televiziune U TV a prezentat și ea o opinie asupra scurtmetrajului, afirmând că „după ce a dansat în întuneric, apucată de zeci de mâini negre, în clipul piesei «In the Dark», Dev a ieșit la soare pe plajă, să petreacă împreună cu băieții de la JLS. Aceștia au dat un super-party cu o mulțime de invitați, în noul lor videoclip pentru melodia «She Makes Me Wanna»”. Editorul a continuat, adăugând că artiștii „britanici și-au luat fanii să petreacă pe plajă. În timp ce ei asudau pe o mini-scena, în haine foarte colorate, «o armată» de domnișoare își mișcau trupurile lasciv pe ritmurile muzicii”. Alte aprecieri au venit și din partea Metro.co.uk, care a evidențiat folosirea multiplelor scene de dans și a figurației din videoclip. Mai mult, videoclipul lui Dev pentru înregistrarea „In the Dark” a fost publicat în aceeași zi cu „She Makes Me Wanna”.

## Prezența în clasamente
La scurt timp după lansarea cântecului, acesta a avansat până pe locul întâi în ierarhia compilată de magazinul virtual iTunes din Irlanda. Acest aspect a condus la debutul înregistrării în clasamentul oficial din această țară compilat de IRMA, ocupând poziția secundă. Astfel, înregistrarea a devenit cel mai bine clasat disc single al formației în această regiune, alături de „Everybody in Love”. În mod similar, „She Makes Me Wanna” a obținut treapta cu numărul doi în ierarhia celor mai bine vândute descărcări digitale de pe acest teritoriu. Mai mult, în lista celor mai difuzate cântece din Irlanda, compoziția a avansat până pe locul doisprezece. Succesul din această țară s-a regăsit și în Regatul Unit, piesa avansând până în vârful ierarhiei compilate de iTunes la scurt timp de la lansare. În primele șapte zile, „She Makes Me Wanna” s-a comercializat în peste 98.000 de exemplare, ratând șansa de a deveni cel de-al patrulea single al grupului ce depășește 100.000 de unități vândute într-o singură săptămână. Cu toate acestea, piesa a devenit cel de-al cincilea single clasat pe locul întâi al grupului în UK Singles Chart (după „Beat Again”, „Everybody in Love”, „The Club Is Alive” și „Love You More”). În același timp, cântecul a debutat pe prima poziție în ierarhia celor mai bine vândute descărcări digitale din Regatul Unit, în clasamentul de muzică R&B și în lista oficială din Scoția. Mai mult, a ocupat treapta cu numărul unu în lista celor mai redate cântece la posturile de radio. În cea de-a doua săptămână, piesa s-a comercializat în 53.317 exemplare în Regatul Unit, coborând pe locul secund. În cea de-a treia săptămână de activare în clasamentul britanic, compoziția s-a situat din nou pe locul secund, fiind vândute 36.834 copii într-un interval de șapte zile.
Înregistrarea a activat și în Croația, dar și în ierarhia mondială și în cele europene. Datorită succesului experimentat în Irlanda și Regatul Unit, piesa a debutat pe locul întâi și în clasamentele compilate de revista Billboard Euro Digital Songs și Euro Digital Tracks, devenind prima reușită de acest fel a grupului. În United World Chart, „She Makes Me Wanna” a intrat în clasament pe locul douăzeci și doi, grație celor 99.000 de puncte acumulate din vânzările și difuzările de la nivel global. Mai mult, piesa a activat și în clasamentul iTunes din Austria, Elveția și Germania, însă compoziția nu a activat în listele oficiale Ö3 Austria Top 75 și Media Control.

## Clasamente
| Țară (clasament)                         | Poziția maximă | Referință     |
| ---------------------------------------- | -------------- | ------------- |
| Croația (e!Hot)                          | 31             | [ 89 ]        |
| Irlanda (IRMA)                           | 2              | [ 19 ] [ 20 ] |
| Irlanda (IRMA — Descărcări)              | 2              | [ 78 ]        |
| Irlanda (Radio Monitor — Difuzări)       | 12             | [ 79 ]        |
| Europa (APC Charts — Euro 200)           | 32             | [ 90 ]        |
| Europa (Billboard — Euro Digital Songs)  | 1              | [ 23 ]        |
| Europa (Billboard — Euro Digital Tracks) | 1              | [ 24 ]        |
| Regatul Unit (Radio Monitor — Radio)     | 1              | [ 84 ]        |

| Țară (clasament)                       | Poziția maximă | Referință     |
| -------------------------------------- | -------------- | ------------- |
| Regatul Unit (Radio Monitor — TV)      | 1              | [ 92 ]        |
| Regatul Unit (OCC — Descărcări)        | 1              | [ 81 ]        |
| Regatul Unit (OCC — UK R&B Chart)      | 1              | [ 82 ]        |
| Regatul Unit (OCC — UK Singles Chart)  | 1              | [ 93 ] [ 94 ] |
| Scoția (OCC — Scottish Singles Chart)  | 1              | [ 83 ]        |
| S.U.A. (Billboard Hot Dance Club Play) | 26             | [ 95 ]        |
| United World Chart (Media Traffic)     | 22             | [ 25 ]        |

## Versiuni oficiale
- „She Makes Me Wanna” (versiunea de pe albumul Jukebox; colaborare cu Dev)
- „She Makes Me Wanna” (versiunea karaoke)

## Datele lansărilor
| Țara         | Data lansării | Casă de discuri | Format              | Referințe     |
| ------------ | ------------- | --------------- | ------------------- | ------------- |
| Regatul Unit | 25 mai 2011   | Epic Records    | premieră (audio)    | [ 1 ]         |
| Regatul Unit | 8 iulie 2011  | Epic Records    | premieră (video)    | [ 11 ]        |
| Austria      | 22 iulie 2011 | Epic Records    | descărcare digitală | [ 96 ]        |
| Elveția      | 22 iulie 2011 | Epic Records    | descărcare digitală | [ 97 ]        |
| Germania     | 22 iulie 2011 | Epic Records    | descărcare digitală | [ 98 ]        |
| Irlanda      | 22 iulie 2011 | Epic Records    | descărcare digitală | [ 43 ] [ 58 ] |
| Suedia       | 22 iulie 2011 | Epic Records    | descărcare digitală | [ 99 ]        |
| Regatul Unit | 24 iulie 2011 | Epic Records    | descărcare digitală | [ 9 ] [ 100 ] |
| Regatul Unit | 25 iulie 2011 | Epic Records    | disc single         | [ 44 ]        |